# Office Sway
Office Sway是一款Microsoft Office家族的演示程序。  Sway允許用戶組合文本和媒體建立一個可演示的網页。用戶可以使用從本地裝置上傳内容，或從互聯網獲取資源，例如Bing、OneDrive、YouTube、Google和Facebook。
Sway文档存储在微软的服务器上，和微软账户绑定，可以通过任意瀏覽器使用Office Online網頁應用查看或編輯，也可以使用Windows 10和iOS版應用（目前正在開發針對Android和Windows Phone的應用程序）。

## 開發歷史
在2014年10月1日，微軟發佈Sway的邀請預覽版本。2015年6月6日公开发布，它不需要Office 365訂閱。iOS應用最早于2014年10月31日新西蘭地區發布預覽版。在2015年1月28日，Sway開始允許用戶從某些服務嵌入代碼，如SoundCloud和Vine。